# محمد بن أحمد العيوني
الشَّيْخُ الْأَمِيرُ عِمَادُ الدِّينِ مُحَمَّدُ بْنُ أَحْمَدَ الْعُيُونِيُّ أميرٌ عيونِيّ حكم القطيف وأوال سنة 577 هـ لكن سرعان ما ترك الحُكم نتيجة الصراعات المستمرة بين الأمراء العيونيين، ثمَّ استولى على الحُكم مرة أخرى في القطيف وأوال واستطاع توحيد بلاده وتوسعة نفوذها لتصل إلى العراق والشام واستمر حكمه ما بين (599 - 605 هـ).

### فِهرِس المراجع
1. ↑  المديرس (2002)، ص. 121.
2. ↑  المديرس (2002)، ص. 129.

### بَيانات المراجع
الكُتُب مُرتَّبة حَسب تاريخ النَّشر
- عبد الرحمن بن مديرس المديرس (2002). الدولة العُيُونيَّة في البَحْرَيْن: 469-636هـ/1076-1238م. الرياض: دارة الملك عبد العزيز. ISBN:9960-693-81-3. LCCN:2003346798. OCLC:52358413. OL:20126399M. QID:Q118072568.